# In Your Area World Tour
In Your Area World Tour foi a primeira turnê mundial e a segunda no geral do girl group sul-coreano Blackpink. A turnê teve início em 10 de novembro de 2018, em Seul, Coreia do Sul, e encerrou em 22 de fevereiro de 2020, em Fukuoka, Japão. A turnê passou pela Ásia, América do Norte, Europa e Oceania, em suporte aos EP's Square Up (2018) e Kill This Love (2019).

## Antecendentes

### Blackpink 2018 Tour [In Your Area] Seoul x BC Card

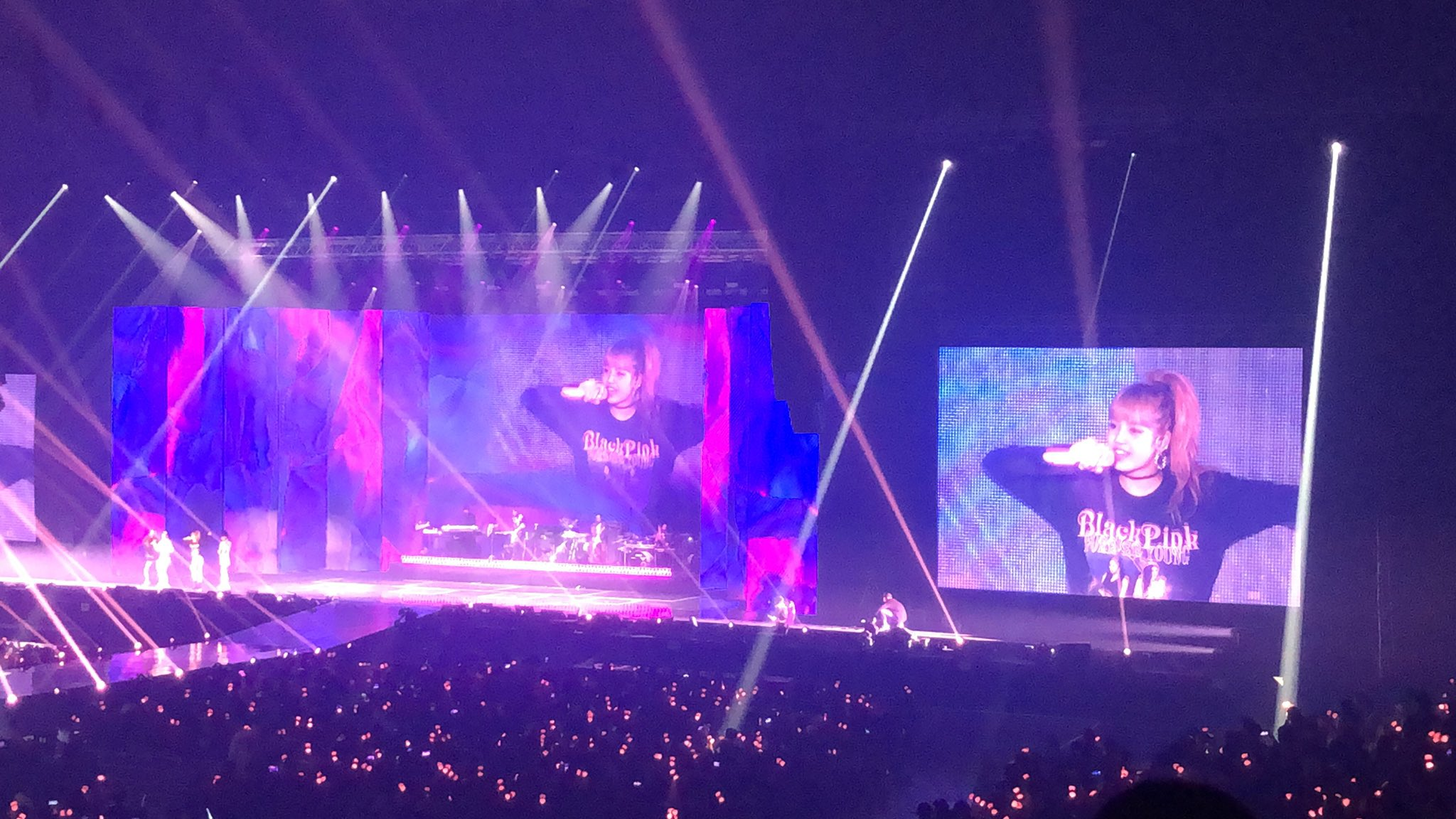
Visão do palco em Seul

Em 12 de setembro de 2018, a YG Entertainment anunciou oficialmente o concerto "BLACKPINK 2018 Tour [In Your Area] Seoul x BC Card", marcado para 10 e 11 de novembro na Olympic Gymnastics Arena, em Seul, com público estimado em 15 mil pessoas por show. Os ingressos foram disponibilizados para membros do fã‑clube no dia 14 de setembro, e para o público geral nos dias 18 e 19. Os ingressos foram totalmente vendidos em menos de 3 minutos após liberações na plataforma Auction Ticket, sinalizando forte demanda doméstica desde o anúncio. Além disso, o título “In Your Area” foi escolhido pelas próprias integrantes como expressão de proximidade com os fãs, integrando elementos visuais e sonoros que reforçaram a identidade da turnê como um projeto coletivo e intimista, mas com amplitude profissional e artística.

### Blackpink 2019–2020 World Tour [In Your Area]

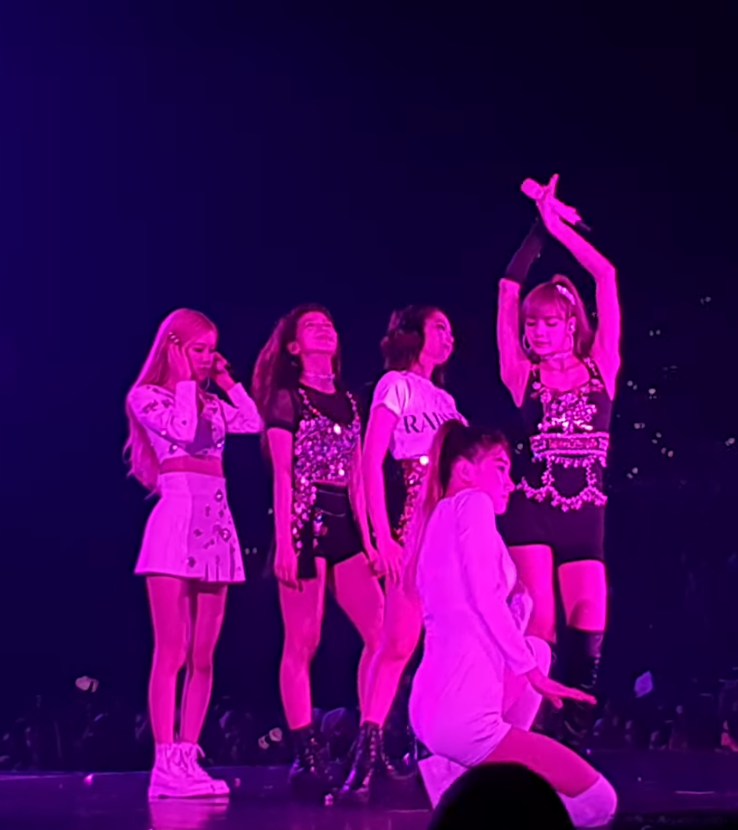
Blackpink durante seu show em Barcelona

Com o êxito dos shows em Seul, o Blackpink iniciou, em janeiro de 2019, a etapa internacional da In Your Area World Tour, adotando um modelo de produção mais ambicioso e adaptado para públicos ocidentais. Os shows passaram a contar com segmentos em inglês, remixes exclusivos e elementos visuais pensados para arenas de médio e grande porte, refletindo o reposicionamento do grupo como uma marca global. Pela primeira vez, as integrantes realizaram apresentações completas na América do Norte e Europa, lotando casas como o The Forum (Los Angeles) e o Wembley Arena (Londres), o que marcou uma transição estratégica do BLACKPINK para o mercado global antes mesmo do lançamento de um álbum de estúdio internacional. Um diferencial da turnê foi o nível de engajamento com fãs locais, especialmente em países onde o K-pop ainda era considerado de nicho. Durante os encontros com fãs e coletivas de imprensa em cidades como Banguecoque, Manila e Paris, as integrantes deram declarações em diferentes idiomas e personalizaram trechos das performances para cada país. Além disso, foi a primeira vez que um grupo feminino coreano figurou em listas de maiores turnês globais no ranking anual da Pollstar, e também uma das primeiras a aparecer em capas de revistas internacionais durante uma turnê ativa, como na Billboard e na  Dazed UK. O impacto da turnê não se restringiu ao palco, ele impulsionou o consumo do catálogo do grupo em plataformas digitais em mercados onde elas ainda não eram líderes, como México, Austrália e Alemanha, servindo como ponte para a base de fãs internacional que sustentaria os lançamentos futuros.

## Anúncio e promoção
O anúncio da In Your Area World Tour começou ainda em 2018 com a etapa coreana, mas ganhou relevância global a partir de janeiro de 2019, quando a YG Entertainment confirmou a expansão da turnê para América do Norte, Europa e Oceania. A divulgação inicial ocorreu por meio de plataformas consolidadas como Soompi e Allkpop, que repercutiram o anúncio oficial da turnê a partir de 1º de novembro de 2018. O grupo liderou a sua estreia na América do Norte com shows em Los Angeles, Chicago, Newark, Hamilton, Atlanta e Fort Worth, marcando um movimento estratégico para conquistar mercados fora da Ásia. A promoção ganhou força em fevereiro de 2019 com o anúncio detalhado dos shows na América do Norte durante entrevistas e aparições nos EUA, incluindo canais como The Late Show with Stephen Colbert e Good Morning America. A parceria com a Kia Motors como patrocinadora exclusiva foi oficialmente divulgada em 3 de janeiro de 2019, rendendo ações como exposição de carros nas arenas, experiências interativas pré-show com fãs e brindes VIP. A divulgação incluiu teasers oficiais, vídeos promocionais regionais e publicações nas redes com hashtags como #InYourAreaTour para amplificar o engajamento global. Campanhas personalizadas foram lançadas em cada mercado, na Ásia, teasers em idiomas locais, na América do Norte, segmentos em inglês mesclados aos visuais corporativos da Kia, na Europa e Oceania, materiais adaptados à mídia local. Essa estratégia híbrida de comunicação digital e mídia tradicional reforçou a presença do BLACKPINK como uma super banda global, preparando o terreno para venda rápida dos ingressos e ampla cobertura midiática dos shows.

## Recepção
A turnê foi amplamente elogiada pela crítica especializada e acolhida com entusiasmo pelo público internacional. A turnê representou um marco significativo não apenas para o grupo, mas também para a consolidação do K-pop em mercados ocidentais, sobretudo na América do Norte e Europa. Diversos veículos internacionais apontaram a performance visual, a energia coreográfica e a produção como pontos altos dos shows. A Billboard, por exemplo, destacou o equilíbrio entre força e carisma das integrantes durante o show no Prudential Center, em Newark, descrevendo a performance como “cinemática e coesa”, mesmo para um grupo com apenas um álbum completo na época. O texto enfatizou ainda a qualidade vocal ao vivo, elogiando as apresentações individuais de cada integrante como elemento de conexão com o público ocidental. O jornal The Korea Times considerou a turnê um divisor de águas para grupos femininos sul-coreanos ao conquistar arenas de médio e grande porte nos Estados Unidos, como o The Forum, em Los Angeles, e o Allstate Arena, em Chicago. Segundo a publicação, o sucesso de público foi reflexo de um planejamento de internacionalização iniciado anos antes, além da recepção extremamente positiva dos fãs locais, que esgotaram ingressos em poucas horas em várias cidades.
A mídia europeia também reagiu positivamente. Em sua crítica do show realizado em Londres, o portal NME descreveu o Blackpink como “um fenômeno global que transcende idiomas e barreiras culturais”, e elogiou a estrutura do espetáculo por conseguir manter o dinamismo durante quase duas horas de apresentação, intercalando blocos coletivos, solos e interações com a plateia em inglês. A turnê também recebeu atenção da Variety, que observou que o grupo se destacava pela capacidade de unir o estilo tradicional de girl group coreano a uma estética ocidental de show de arena, adaptando seu repertório e visual de forma estratégica para cada região visitada. A atmosfera dos shows foi amplamente documentada nas redes sociais, onde hashtags como #InYourAreaTour e #BLACKPINKinYourArea se mantiveram nos trending topics globais em diversas datas da turnê, reforçando o engajamento digital do grupo com sua base de fãs, os BLINKs.

## Impacto
A In Your Area World Tour teve um papel fundamental na consolidação do Blackpink como uma potência global do K-pop e marcou uma mudança significativa no cenário das turnês femininas do gênero. Ao longo de sua duração entre 2018 e 2020, a turnê ultrapassou marcos históricos tanto em termos comerciais quanto simbólicos. Tornou-se, na época, a turnê de maior arrecadação já realizada por um girl group sul-coreano, com mais de 56 milhões de dólares em bilheteria, segundo dados da Touring Data, e público estimado em quase meio milhão de pessoas ao redor do mundo. O impacto da turnê foi especialmente notório em países fora do eixo Ásia-Pacífico. Na América do Norte, o BLACKPINK tornou-se o primeiro grupo feminino de K-pop a se apresentar em arenas como o The Forum e o Allstate Arena , algo que até então era reservado a atos consolidados da música ocidental. A visibilidade alcançada foi ampliada por aparições televisivas em programas como The Late Show with Stephen Colbert e Good Morning America, o que ampliou o reconhecimento do grupo entre públicos que até então não consumiam música coreana.
Na Europa, a turnê consolidou o grupo como um nome relevante em festivais e arenas de grande porte. A apresentação no Wembley Arena, em Londres, atraiu cobertura da mídia tradicional britânica e introduziu o grupo a novos públicos, muitos dos quais destacaram o profissionalismo e a qualidade técnica do espetáculo mesmo em comparação com artistas locais. O feito também abriu portas para futuros retornos a palcos europeus, influenciando diretamente a recepção de outros atos de K-pop na região, como Twice e Itzy. Além do desempenho comercial, o a turnê teve um impacto simbólico na representatividade feminina dentro do K-pop. Ao assumir a liderança em uma turnê global de grande escala, o BLACKPINK ampliou as expectativas da indústria sobre o que grupos femininos podem alcançar no exterior. O sucesso também encorajou mais investimentos por parte das agências em estrutura de palco, coreografia, logística e comunicação internacional para artistas mulheres. O prestígio acumulado por essa turnê também preparou o terreno para a realização da Born Pink World Tour, em 2022, que viria a superar ainda mais os recordes estabelecidos.
Por fim, o impacto digital da turnê foi igualmente expressivo. Os registros ao vivo publicados em plataformas como o YouTube e as redes sociais amplificaram a projeção internacional do grupo, especialmente entre o público jovem e globalmente conectado. O uso do slogan “In Your Area” tornou-se uma assinatura definitiva do grupo, sendo reutilizado em campanhas, produtos e materiais oficiais, e permanece até hoje como um símbolo da era em que o Blackpink solidificou sua posição como um dos maiores fenômenos da música pop contemporânea.

## Repertório
Act 1
1. "Ddu-Du Ddu-Du"
2. "Forever Young"
3. "Stay" (remix)
4. "Sure Thing" (cover)
5. "Whistle"

Act 2
1. "Clarity" (cover de Zedd) (Jisoo solo)
2. "I Like It" / "Faded" / "Attention" (dance performance) (Lisa solo)
3. "Let It Be" / "You & I" / "Only Look At Me" (cover) (Rosé solo)
4. "Solo" (Jennie solo)

Act 3
1. "Kiss and Make Up"
2. "So Hot" (The Black Label remix) (Wonder Girls cover)
3. "Really"
4. "See u Later"

Act 4
1. "Playing with Fire"
2. "16 Shots"
3. "Boombayah"
4. "As If It's Your Last"

Encore
1. "Whistle" (remix)
2. "Ddu-Du Ddu-Du"
3. "Stay"

Act 1
1. "Ddu-Du Ddu-Du"
2. "Forever Young"
3. "Stay" (remix)
4. "Whistle"

Act 2
1. "Clarity" (cover de Zedd) (Jisoo solo)
2. "Take Me / "Swalla" (dance performance) (Lisa solo)
3. "Let It Be" / "You & I" / "Only Look At Me" (cover) (Rosé solo)
4. "Solo" (Jennie solo)

Act 3
1. "Kiss and Make Up"
2. "So Hot" (The Black Label remix) (Wonder Girls cover)
3. "Playing with Fire"
4. "Really"
5. "See u Later"

Act 4
1. "16 Shots"
2. "Boombayah"
3. "As If It's Your Last"

Encore
1. "Ddu-Du Ddu-Du"
2. "Stay"

Act 1
1. "Ddu-Du Ddu-Du"
2. "Forever Young"
3. "Stay" (remix)
4. "Whistle"

Act 2
1. "Let It Be" / "You & I" / "Only Look At Me" (cover) (Rosé solo)
2. "Take Me / "Swalla" (dance performance) (Lisa solo)
3. "Clarity" (cover de Zedd) (Jisoo solo)
4. "Solo" (Jennie solo)

Act 3
1. "Kill This Love"
2. "Don't Know What To Do"
3. "Kiss and Make Up"
4. "Really"
5. "See u Later"

Act 4
1. "Playing with Fire"
2. "Kick It"
3. "Boombayah"
4. "As If It's Your Last"

Encore
1. "Ddu-Du Ddu-Du" (Remix)
2. "Hope Not"

Act 1
1. "Ddu-Du Ddu-Du"
2. "Forever Young"
3. "Stay"
4. "Whistle"

Act 2
1. "Someone You Loved" (cover de Lewis Capaldi) (Rosé solo)
2. "Good Thing / Señorita" (dance performance) (Lisa solo)
3. "How can I love the heartbreak, you're the one I love" (cover de AKMU) (Jisoo solo)
4. "Solo" (Jennie solo)

Act 3
1. "Kill This Love"
2. "Don't Know What To Do"
3. "Kiss and Make Up"
4. "Really"
5. "See u Later"

Act 4
1. "Playing with Fire"
2. "Kick It"
3. "Boombayah"
4. "As If It's Your Last"

Encore
1. "Ddu-Du Ddu-Du" (Remix)
2. "Hope Not"
3. "Whistle" (Acústica)

## Datas
| Data                    | Cidade       | País           | Local                           | Público         | Receita     |      |
| Ásia                    | Ásia         | Ásia           | Ásia                            | Ásia            | Ásia        | Ásia |
| ----------------------- | ------------ | -------------- | ------------------------------- | --------------- | ----------- | ---- |
| 10 de novembro de 2018  | Seul         | Coreia do Sul  | Olympic Gymnastics Arena        | 21,125 (100%)   | $1,865,309  |      |
| 11 de novembro de 2018  | Seul         | Coreia do Sul  | Olympic Gymnastics Arena        | 21,125 (100%)   | $1,865,309  |      |
| 11 de janeiro de 2019   | Banguecoque  | Tailândia      | Impact Arena                    | 29,241 (100%)   | $4,231,009  |      |
| 12 de janeiro de 2019   | Banguecoque  | Tailândia      | Impact Arena                    | 29,241 (100%)   | $4,231,009  |      |
| 13 de janeiro de 2019   | Banguecoque  | Tailândia      | Impact Arena                    | 29,241 (100%)   | $4,231,009  |      |
| 19 de janeiro de 2019   | Jacarta      | Indonésia      | Indonesia Convention Exhibition | 16,260 (100%)   | $2,160,298  |      |
| 20 de janeiro de 2019   | Jacarta      | Indonésia      | Indonesia Convention Exhibition | 16,260 (100%)   | $2,160,298  |      |
| 26 de janeiro de 2019   | Hong Kong    | Hong Kong      | AsiaWorld-Arena                 | 9,690 (100%)    | $1,331,229  |      |
| 2 de fevereiro de 2019  | Manila       | Filipinas      | Mall of Asia Arena              | 8,469 (100%)    | $1,651,297  |      |
| 15 de janeiro de 2019   | Singapura    | Singapura      | Singapore Indoor Stadium        | 8,076 (100%)    | $1,380,122  |      |
| 23 de fevereiro de 2019 | Kuala Lumpur | Malásia        | Malawati Indoor Stadium         | 15,504 (100%)   | $2,133,735  |      |
| 24 de fevereiro de 2019 | Kuala Lumpur | Malásia        | Malawati Indoor Stadium         | 15,504 (100%)   | $2,133,735  |      |
| 3 de março de 2019      | Taipé        | Taiwan         | Linkou Arena                    | 8,774 (100%)    | $1,211,700  |      |
| América do Norte        |              |                |                                 |                 |             |      |
| 17 de abril de 2019     | Inglewood    | Estados Unidos | The Forum                       | 12,245 (100%)   | $1,876,188  |      |
| 24 de abril de 2019     | Rosemont     | Estados Unidos | Allstate Arena                  | 11,417 (100%)   | $1,815,062  |      |
| 27 de abril de 2019     | Hamilton     | Canadá         | FirstOntario Centre             | 10,704 (98.14%) | $1,434,093  |      |
| 1 de maio de 2019       | Newark       | Estados Unidos | Prudential Center               | 22,944 (99.42%) | $3,219,636  |      |
| 2 de maio de 2019       | Newark       | Estados Unidos | Prudential Center               | 22,944 (99.42%) | $3,219,636  |      |
| 5 de maio de 2019       | Duluth       | Estados Unidos | Infinite Energy Center          | 9,180 (98.30%)  | $1,518,063  |      |
| 8 de maio de 2019       | Fort Worth   | Estados Unidos | Fort Worth Convention Center    | 9,107 (100%)    | $1,321,716  |      |
| Europa                  |              |                |                                 |                 |             |      |
| 18 de maio de 2019      | Amesterdão   | Países Baixos  | AFAS Live                       | 5,272 (95.85%)  | $876,725    |      |
| 21 de maio de 2019      | Manchester   | Inglaterra     | Manchester Arena                | 5,424 (88.61%)  | $682,256    |      |
| 22 de maio de 2019      | Londres      | Inglaterra     | SSE Arena Wembley               | 9,968 (98.95%)  | $1,421,480  |      |
| 24 de maio de 2019      | Berlim       | Alemanha       | Max-Schmeling-Halle             | 7,722 (97.71%)  | $1,159,480  |      |
| 26 de maio de 2019      | Paris        | França         | Zénith Paris                    | 6,224 (100%)    | $915,475    |      |
| 28 de maio de 2019      | Barcelona    | Espanha        | Palau Sant Jordi                | 8,344 (94.34%)  | $1,049,951  |      |
| Ásia                    |              |                |                                 |                 |             |      |
| 8 de junho de 2019      | Macau        | Macau          | Cotai Arena                     | 10,081 (100%)   | $1,648,814  |      |
| Oceania                 |              |                |                                 |                 |             |      |
| 13 de junho de 2019     | Melbourne    | Austrália      | Rod Laver Arena                 | 12,173 (100%)   | $1,191,196  |      |
| 13 de junho de 2019     | Sydney       | Austrália      | Qudos Bank Arena                | 14,317 (98.80%) | $1,542,850  |      |
| Ásia                    |              |                |                                 |                 |             |      |
| 12 de julho de 2019     | Banguecoque  | Tailândia      | Impact Arena                    | 28,776 (100%)   | $4,284,344  |      |
| 13 de julho de 2019     | Banguecoque  | Tailândia      | Impact Arena                    | 28,776 (100%)   | $4,284,344  |      |
| 14 de julho de 2019     | Banguecoque  | Tailândia      | Impact Arena                    | 28,776 (100%)   | $4,284,344  |      |
| 4 de dezembro de 2019   | Tóquio       | Japão          | Tokyo Dome                      | 50,369 (100%)   | $4,302,670  |      |
| 4 de janeiro de 2020    | Osaka        | Japão          | Kyocera Dome                    | 81,931 (100%)   | $7,220,353  |      |
| 5 de janeiro de 2020    | Osaka        | Japão          | Kyocera Dome                    | 81,931 (100%)   | $7,220,353  |      |
| 22 de fevereiro de 2020 | Fukuoka      | Japão          | Fukuoka Dome                    | 38,846 (100%)   | $3,311,234  |      |
| Total                   | Total        | Total          | Total                           | 472,183         | $56,756,285 |      |

### Shows cancelados
| Data              | Cidade           | País             | Local                        |
| América do Norte  | América do Norte | América do Norte | América do Norte             |
| ----------------- | ---------------- | ---------------- | ---------------------------- |
| 9 de maio de 2019 | Fort Worth       | Estados Unidos   | Fort Worth Convention Center |